# Campeonato Mundial de Remo de 1983
El XIII Campeonato Mundial de Remo se celebró en Duisburgo (RFA) entre el 30 de agosto y el 4 de septiembre de 1983 bajo la organización de la Federación Internacional de Sociedades de Remo (FISA) y la Federación Alemana de Remo.
Las competiciones se realizaron en el Canal de regatas de Wedau, ubicado al sur de la ciudad alemana.

## Medallistas

### Masculino
| Evento                         | Oro | Plata | Bronce |
| ------------------------------ | --- | --- | --- |
| Scull individual M1X           | Peter-Michael Kolbe RFA | Uwe Mund RDA | Christopher Wood Estados Unidos |
| Doble scull M2X                | Thomas Lange Uwe Heppner RDA | Rolf Thorsen · Alf Hansen · Noruega · | Andreas Schmelz Georg Agrikola RFA |
| Cuatro scull M4X               | Albert Hedderich Raimund Hörmann Dieter Wiedenmann Michael Dürsch RFA | Joachim Dreifke Rüdiger Reiche Karl-Heinz Bußert Martin Winter RDA                                                                            | Stefano Lari · Antonio Dell'Aquila · Renato Gaeta · Piero Poli · Italia ·                                                                              |
| Dos sin timonel M2-            | Carl Ertel Ulf Sauerbrey RDA | Viktor Pereverzev Guennadi Kriuchkin URSS | Hans Magnus Grepperud · Sverre Løken · Noruega · |
| Dos con timonel M2+            | Ullrich Dießner Thomas Greiner Andreas Gregor (t) RDA | Stasys Narušaitis Igor Maistrenko Piotr Petrinich (t) URSS                                                                                    | Carmine Abbagnale · Giuseppe Abbagnale · Giuseppe Di Capua (t) · Italia ·                                                                              |
| Cuatro sin timonel M4-         | Norbert Keßlau Volker Grabow Guido Grabow Jörg Puttlitz RFA | Yuri Pimenov Alexandr Kulaguin Nikolai Pimenov Žoržs Tikmers URSS                                                                             | Anders Wilgotson · Hans Svensson · Lars-Ake Lindqvist · Anders Larson · Suecia ·                                                                       |
| Cuatro con timonel M4+         | Conrad Robertson Gregory Johnston Keith Trask Leslie O'Connell Brett Hollister (t) Nueva Zelanda                                                                                          | Bernd Eichwurzel Bernd Niesecke Jörg Friedrich Dietmar Schiller Klaus-Dieter Ludwig (t) RDA                                                   | Serguei Frolov Jonas Pinskus Jonas Narmontas Vladimir Siomin Vladimir Nizhegorodov (t) URSS                                                            |
| Ocho con timonel M8+           | Michael Stanley Andrew Stevenson David Rodger Roger White-Parsons Christopher White Barrie Mabbott George Keys Nigel Atherfold Andrew Hay (t) Nueva Zelanda 5:34,39                       | Klaus Büttner Uwe Gasch Gert Uebeler Karsten Schmeling Ralf Brudel Harald Jährling Jürgen Seyfarth Bernd Höing Hendrik Reiher (t) RDA 5:35,94 | Samuel Patten Bruce Keynes Ian Edmunds David Doyle James Battersby Timothy Willoughby Ion Popa John Quigley Gavin Thredgold (t) Australia 5:38,04      |
| Scull individual ligero LM1X   | Bjarne Eltang Dinamarca | John Melvin Reino Unido | Gerd Naujoks RFA |
| Doble scull ligero LM2X        | Francesco Esposito · Ruggero Verroca · Italia · | Luc Crispon Thierry Renault Francia | Pius Z'Rotz · Roland Rosset · Suiza · |
| Cuatro sin timonel ligero LM4- | Alberto Molina Castillo · Luis María Moreno · José María de Marco · Juan María Altuna · España ·                                                                                          | Christopher Bates Carl Smith Ian Wilson Stuart Forbes Reino Unido                                                                             | Richard Biller Michael Djervig Karsten Kobbernagel Vagn Nielsen Dinamarca                                                                              |
| Ocho con timonel ligero LM8+   | Alejandro Moya Giné · José Manuel Cañete · Eulogio Génova · Carlos Muniesa · José Crespo Hidalgo · Enrique Briones · Víctor Llorente · Benito Elizalde · José Rojí (t) · España · 5:45,05 | Brian Digby Paul Harvey Greg Raszyk Richard Hay Peter Antonie Bruce House Ian Jordan Stephen Spurling Graeme Barns (t) Australia 5:46,75      | Mikael Espersen Kim Hagsted Ivar Mølgaard Leif Jacobsen Søren Hansson Flemming Jensen Jan Christensen Bent Fransson Henrik Kruse (t) Dinamarca 5:46,86 |

### Femenino
| Evento                        | Oro | Plata | Bronce |
| ----------------------------- | --- | --- | --- |
| Scull individual W1X          | Jutta Hampe RDA | Irina Fetisova URSS | Virginia Gilder Estados Unidos |
| Doble scull W2X               | Jutta Schenk Martina Schröter RDA | Yelena Bratishko Antonina Majina URSS | Marioara Popescu Elisabeta Oleniuc Rumania |
| Cuatro scull con timonel W4X+ | Larisa Popova Yelena Jloptseva Olga Kaspina Tatiana Bashkatova Mariya Zemskova (t) URSS                                                                                  | Cornelia Linse Sylvia Schwabe Kerstin Pieloth Kerstin Kirst Andrea Rost (t) RDA                                                                                                | Stefka Madina Teodora Lazarova Margarita Dobcheva Violeta Ninova Greta Gueorguieva (t) Bulgaria                                                     |
| Dos sin timonel W2-           | Silvia Fröhlich Marita Sandig RDA | Rodica Arba Elena Horvat Rumania | Elizabeth Craig · Patricia Smith · Canadá · |
| Cuatro con timonel W4+        | Carola Miseler Sigrid Anders Iris Rudolph Claudia Noack Carola Richter (t) RDA                                                                                           | Florica Lavric Maria Fricioiu Chira Apostol Olga Homeghi Viorica Vereș (t) Rumania                                                                                             | Feodosia Kaleinikova Svetlana Semionova Valentina Semionova Angelė Kulikauskáitė Nina Cheremisina (t) URSS                                          |
| Ocho con timonel W8+          | Sarmīte Stone Lidiya Averianova Liudmila Konopliova Marina Studneva Nina Umanets Yelena Terioshina Natalia Yatsenko Yelena Makushkina Valentina Jojlova (t) URSS 2:56,22 | Kristen Thorsness Patricia Spratlen Shyril O'Steen Carolyn Graves Carol Bower Kristine Norelius Janet Harville Harriet Metcalf Valerie McClain-Ward (t) Estados Unidos 2:58,14 | Susann Heinicke Viola Kestler Annekatrin Jage Karin Metze Steffi Götzelt Carola Lichey Sabine Portius Ramona Hein Kirsten Strohbach (t) RDA 2:59,06 |

## Medallero
| Núm. | País           | Oro | Plata | Bronce | Total |
| ---- | -------------- | --- | ----- | ------ | ----- |
| 1    | RDA            | 7   | 5     | 1      | 13    |
| 2    | RFA            | 3   | 0     | 2      | 5     |
| 3    | URSS           | 2   | 5     | 2      | 9     |
| 4    | España         | 2   | 0     | 0      | 2     |
| 4    | Nueva Zelanda  | 2   | 0     | 0      | 2     |
| 6    | Dinamarca      | 1   | 0     | 2      | 3     |
| 6    | Italia         | 1   | 0     | 2      | 3     |
| 8    | Rumania        | 0   | 2     | 1      | 3     |
| 9    | Reino Unido    | 0   | 2     | 0      | 2     |
| 10   | Estados Unidos | 0   | 1     | 2      | 3     |
| 11   | Australia      | 0   | 1     | 1      | 2     |
| 11   | Noruega        | 0   | 1     | 1      | 2     |
| 13   | Francia        | 0   | 1     | 0      | 1     |
| 14   | Bulgaria       | 0   | 0     | 1      | 1     |
| 14   | Canadá         | 0   | 0     | 1      | 1     |
| 14   | Suecia         | 0   | 0     | 1      | 1     |
| 14   | Suiza          | 0   | 0     | 1      | 1     |
|      | TOTAL          | 18  | 18    | 18     | 54    |